# Olympiske museum
Det olympiske museum (fransk: Musée olympique) er et museum, der beskæftiger sig med de olympiske lege, som ligger i Lausanne, Schweiz. Det blev etableret i 1993 og har omkring 250.000 besøgende om året.